# Sophia von Wittelsbach

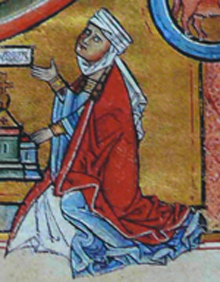

Sophia von Wittelsbach (* 1170 in Kelheim; † 10. Juli 1238 in Eisenach) war Landgräfin von Thüringen durch Ehe mit Hermann I., dessen zweite Gemahlin sie war. Sie war eine Tochter Herzogs Ottos I. von Wittelsbach und seiner Frau Agnes von Loon.
Sophia beauftragte die Anfertigung des Landgrafenpsalters und des Elisabethpsalters im Kloster Reinhardsbrunn.
Der 1196 geschlossenen Ehe Sophias und Hermanns I. entstammten 6 Kinder:
- Irmgard (* 1197), heiratet  1211 Graf Heinrich I. von Anhalt
- Ludwig IV. (1200–1227)
- Hermann (1202–1216)
- Heinrich Raspe IV. (1204–1247)
- Agnes (1205–1246), zweimal verheiratet:
  1. 1225 mit Heinrich der Grausame von Babenberg (1208–1228), ein Sohn von Markgraf Leopold IV. von Österreich
  2. 1229 mit Herzog Albert I. von Sachsen (etwa 1175–1261)
- Konrad (1206–1240), Großmeister des Deutschen Ordens

Sophia wurde im Katharinenkloster in Eisenach bestattet.